# Второе сражение за Массауа
Второе сражение за Массауа — сражение во время войны за независимость Эритреи. Битва проходила в период с 8 февраля по 10 февраля 1990 года в городе Массауа и его окрестностях.

## Ход сражения
8 февраля 1990 года отряды НФОЭ начали наступление на Массауа. Внезапность нападения ошеломила эфиопских военных и на следующий день силы повстанцев находились уже в окрестностях города. На третий день наступления, 10 февраля 1990 года, эритрейские войска захватили эфиопскую военно-морскую базу в порту города. Эфиопы были вынуждены отступить на острова в Красном море.
Для того чтобы добраться до эфиопов эритрейские повстанцы использовали небольшие канонерские лодки, при этом проводя артиллерийский обстрел островов. Под прикрытием артиллерийского огня эритрейские танки пересекли дамбы, соединяющие острова с материком. Первый из этих танков был уничтожен солдатами Эфиопии, но остальным удалось прорвать оборону эфиопов. После этого поражения уцелевшим солдатам эфиопского гарнизона пришлось отступить к Гинде.
Даже после потери Массауа Эфиопия продолжила бомбардировки города. Гражданское население города сильнее всего пострадало от бомбёжек, когда силы НФОЭ преследовали эфиопские войска по направлению к Гинде. Эфиопы бомбили Массауа напалмом и кассетными бомбами.

## Память
В память об этой битве эритрейские власти установили мемориал на центральной площади Массауа. Мемориальный комплекс состоит из трёх танков на постаменте, что символизирует успешную атаку эритрейцев во время битвы за острова возле города. В 2004 году, на четырнадцатую годовщину битвы, Эритрея выпустила две почтовые марки и три штампа в честь «освобождения Массауа».